# Kiviuq
Kiviuq  är en av Saturnus månar. Den upptäcktes av  Brett Gladman 2000, och gavs den tillfälliga beteckningen S/2000 S 5. Den är namngiven efter Kiviuq, en hjälte i inuitisk mytologi som det berättas om i de arktiska regionerna såväl i Kanada, Alaska som på Grönland. Bland Saturnus månar är den numrerad som XXIV, det vill säga som nummer 24. 
Kiviuq är 16 kilometer i diameter, och banan har ett avstånd på 11,1 miljoner kilometer och har en omloppstid på cirka 450 dagar. Det är en medlem av inuiternas gruppen av oregelbundna satelliter. Kiviuq är mycket lik Inuitgruppens satelliter Siarnaq och Paaliaq, vilket stöder teorin att gruppen har ett gemensamt ursprung från en större himlakropp som brutits sönder.
Kiviuq förmodas vara föremål för Kozai-resonans som gör att dess inklination cykliskt minskar medan dess excentricitet ökar, och tvärtom.

## Utforskande
30 augusti 2010 mätte Cassini–Huygens ISS-kamera Kiviuqs ljuskurva från ett avstånd av 9,3 miljoner km. Från dessa data har rotationsperioden beräknats till 21 timmar och 49 minuter.